# Robotics;Notes DaSH
Robotics;Notes DaSH(로보틱스;노츠 대시)는 메지스가 개발한 비주얼 노벨 비디오 게임이다. 사이언스 어드벤처 시리즈의 일부이며 2012년 게임 로보틱스;노츠의 후속작이다. 2019년에 일본에서 플레이스테이션 4와 닌텐도 스위치용으로 출시되었으며 2020년에 영어로 해당 플랫폼 및 마이크로소프트 윈도우용으로 스파이크 춘소프트에 의해 출시되었다. 이 게임의 각본은 야스모토 토루와 시쿠라 치요마루가 맡았고 마츠바라 타츠야가 제작을 맡았다. 캐릭터 디자인은 후쿠다 토모노리가, 매카닉 디자인은 이시와타 마코토와 마츠오 유키히로가 맡았다. 음악은 아보 타케시가 맡았다.

## 평가
| 평가                                                                 |       |
| -------------------------------------------------------------------- | ----- |
| 평론 점수 평론사 점수 패미츠 31/40 [ 1 ] Anime News Network B− [ 2 ] |       |
| 평론 점수                                                            |       |
| 평론사                                                               | 점수  |
| 패미츠                                                               | 31/40 |
| Anime News Network                                                   | B−    |